# Нью-Лотс-авеню (линия Нью-Лотс, Ай-ар-ти)
|  |
|  |
|  |
|  |

|  |
|  |
|  |
|  |

«Нью-Лотс-авеню» (англ. New Lots Avenue) — станция Нью-Йоркского метрополитена, расположенная на линии Нью-Лотс, Ай-ар-ти. Находится на пересечении Нью-Лотс-авеню и Ливония-авеню в округе Ист-Нью-Йорк, в Бруклине. На станции останавливаются маршруты: 2 (часть рейсов в часы пик в пиковом направлении), 3 (круглосуточно, кроме ночи) и 4 (ночью, а также часть рейсов в часы пик в пиковом направлении). Станция является южной конечной для всех маршрутов.
Эта южная (географически — восточная) конечная станция была открыта 16 октября 1922 года. Представлена одной островной платформой и двумя путями. Недалеко от станции есть пост дежурного по станции, откуда осуществляется управление стрелочными переводами. Станция функционирует как тупиковая, с оборотом поездов на обоих путях у платформы, однако пути продолжаются за станцию на юго-восток, в депо «Ливония». На северо-восток от станции идёт эстакада длиной около 75 футов (23 метра) — след начавшегося, но не законченного продления линии. Платформа имеет навес, поддерживаемый стандартными зелёными металлическими колоннами. Название станции имеется на небольших чёрных табличках, установленных на платформе.
Единственный выход расположен в деревянном вестибюле под станцией. Спуск туда с платформы осуществляется по двум лестницам, расположенным в её центральной части. Турникетный павильон, расположенный в мезонине под платформами, представлен двумя полноростовыми турникетами. Выход в город из мезонина осуществляется к северо-восточному и юго-восточному углам перекрёстка Ливония-авеню и Эшфорд-стрит. Нью-Лотс-авеню диагонально пересекает Ливония-авеню недалеко от выхода. Снаружи мезонин окрашен в красный цвет.